# Галицкий, Николай Васильевич
Николай Васильевич Галицкий (1918—1976) — участник Великой Отечественной войны, командир пулемётного расчёта 177-го гвардейского стрелкового полка 60-й гвардейской стрелковой дивизии 5-й ударной армии 1-го Белорусского фронта, гвардии старший сержант. Герой Советского Союза.

## Биография
Родился 19 декабря 1918 года в с. Спиваковка Изюмского района Харьковской области, в семье крестьянина. Украинец.
С 1925 года жил в Луганске. Окончил Ворошиловградский педагогический институт, работал учителем.
В Красной Армии с июля 1941 года. На фронте в Великую Отечественную войну — с октября 1941. Член ВКП(б)/КПСС с 1944 года.
Командир пулемётного расчёта 177-го гвардейского стрелкового полка гвардии старший сержант Николай Галицкий 14 января 1945 года при прорыве глубоко эшелонированной обороны противника в районе Буды Аугустовске (западнее населённого пункта Магнушев, Польша) одним из первых ворвался во вражескую траншею. У деревни Мале Боже гитлеровцы трижды контратаковали наши позиции, но были отбиты с большими потерями. Расчёт Галицкого уничтожил 3 станковых пулемёта и десятки гитлеровцев. Отважный пулемётчик был тяжело ранен, но не покинул поля боя.
После войны Н. В. Галицкий был демобилизован, жил в Ворошиловграде. Работал учителем и директором средней школы № 12.
Умер 4 августа 1976 года, похоронен в Ворошиловграде.

## Награды
- Звание Героя Советского Союза присвоено 27 февраля 1945 года.
- Награждён орденом Ленина и медалями.

## Память
- Одна из улиц Луганска названа именем Героя[2].
- В сентябре 1980 года в средней школе №12 г. Ворошиловграда, где работал Галицкий — ему открыт музей. На здании школы установлена мемориальная доска[3].